# Courbure négative

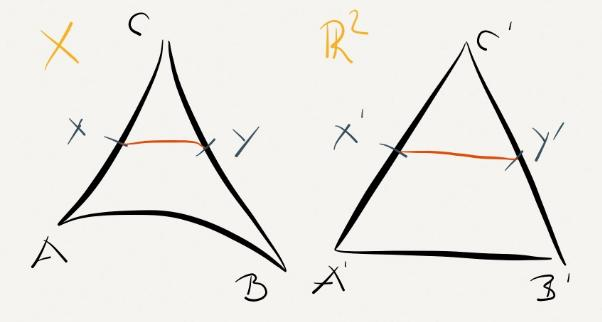
Deux triangles ayant les mêmes longueurs AB=A'B'. Le triangle de gauche, en courbure négative, est plus "fin" que son homologue euclidien à cause d'un écartement relatif plus rapide.

L'étude des espaces à courbure négative est un des domaines d'intérêt classiques en géométrie riemannienne. Formellement, une variété riemannienne (M,g) est dite à courbure négative lorsque sa courbure sectionnelle est négative. En termes imagés, il s'agit d'« espaces courbes » tels qu'en chaque point, les géodésiques (lignes de plus court chemin) ont tendance à s'écarter plus que dans l'espace euclidien.
Les propriétés locales et globales de ces variétés sont remarquables : leur topologie est décrite par le théorème de Cartan-Hadamard qui montre que ce sont des espaces quotients de l'espace euclidien par un groupe discret. La géométrie globale des géodésiques est bien plus simple que pour les variétés riemanniennes générales. Par ailleurs si la courbure est strictement négative, le flot géodésique est un flot d'Anosov.

## Définition

### Courbure sectionnelle négative
Soit une variété riemannienne (M,g) ; on sait qu'en chaque point m de la variété, à toute famille libre (X,Y) de vecteurs tangents en m on peut associer la courbure sectionnelle
{\displaystyle K_{m}(X,Y)}. Ce réel ne dépend que du 2-plan P engendré par X et Y et peut être calculé à partir du tenseur de courbure (et réciproquement) ; il généralise la notion de courbure de Gauss d'une surface.
La variété est dite à courbure négative (respectivement strictement négative) quand, en chaque point, sa courbure sectionnelle est négative (respectivement strictement négative).
Une distinction importante s'opère avec l'idée de courbure positive : cette dernière peut se décliner selon un éventail de définitions basées sur des critères plus ou moins exigeants et qui conduisent à des domaines d'étude spécifiques : la courbure sectionnelle peut être positive ou strictement positive, mais aussi la courbure de Ricci, ou la courbure scalaire, l'opérateur de courbure... A contrario, quand on évoque l'étude la courbure négative, c'est à la courbure sectionnelle qu'il est fait référence. En effet Joachim Lohkamp a démontré en 1994 que toute métrique peut être approchée continûment par une métrique à courbure de Ricci strictement négative, et partant, que l'hypothèse de courbure de Ricci strictement négative n'apporte pas d'information sur la variété sous-jacente.

### Aspect infinitésimal
Il existe différentes formulations géométriques conduisant à la courbure sectionnelle, obtenues en considérant le comportement limite des images de figures traditionnelles de géométrie euclidienne par l'application exponentielle. Cela permet d'illustrer le sens de la propriété de courbure négative. Ainsi en courbure strictement négative, au voisinage de chaque point,  les géodésiques (images des droites issues de l'origine) s'écartent plus vite que dans le cas euclidien, les cercles géodésiques (images des cercles concentriques) sont de périmètre plus élevé, les disques géodésiques d'aire plus importante.

## Propriétés
La définition des variétés à courbure négative ne met a priori en jeu que des tendances infinitésimales, au voisinage de chaque point ; elle se révèle pourtant riche de conséquences au niveau local, et même global.

### Propriétés géométriques
Sur une variété de courbure négative, des arguments de convexité peuvent être employés pour montrer que l'évolution des champs de Jacobi, ou celle du carré de la fonction distance à un point donné, sont particulièrement simples. Il en résulte que l'application exponentielle est de rang maximal en chaque point. On n'observe donc pas de phénomène de points conjugués le long d'une géodésique. 
Si on suppose en outre la variété complète, pour tout point m l'application {\displaystyle \exp _{m}} est définie sur tout l'espace tangent en ce point, constitue un difféomorphisme local, et même un revêtement {\displaystyle \exp _{m}:T_{m}M\simeq \mathbb {R} ^{n}\to M}. En faisant remonter la métrique sur l'espace {\displaystyle \mathbb {R} ^{n}} par image réciproque, on en fait une isométrie locale, et un revêtement riemannien : c'est le théorème de Cartan-Hadamard.
Toujours pour une variété complète, les propriétés géométriques globales des géodésiques sont remarquablement simples. Entre deux points donnés, pour chaque classe d'homotopie, il y a exactement une géodésique réalisant le minimum de la longueur au sein de cette classe.
Les espaces à courbure négative ayant la topologie la plus simple sont les variétés de Hadamard : ce sont ceux qui sont complets et simplement connexes. Ils sont difféomorphes à {\displaystyle \mathbb {R} ^{n}}, et dans ces espaces, entre deux points distincts passe une unique géométrique minimisante. Il n'y a pas de lacet géodésique et on peut introduire une notion de points à l'infini ayant leurs propres propriétés géométriques et topologiques.

### Propriétés topologiques
Pour une variété compacte de dimension deux, la formule de Gauss-Bonnet relie directement courbure et topologie. La sphère ne peut être munie d'une métrique à courbure négative, et la seule métrique de ce type sur le tore est la métrique plate. En revanche toute surface compacte orientable, de caractéristique d'Euler strictement négative (ce qui exclut les surfaces homéomorphes à la sphère et au tore) admet une métrique riemannienne de courbure sectionnelle strictement négative, et même constante. C'est une des formulations du théorème d'uniformisation de Poincaré.
En dimension plus grande, par le théorème de Cartan-Hadamard, toute variété riemannienne complète M à courbure négative a la topologie d'un quotient d'une variété de Hadamard par un groupe discret d'isométries n'ayant aucun point fixe. Ce dernier groupe en question s'identifie de façon canonique (un point de base étant donné) au groupe fondamental. La détermination des groupes fondamentaux possibles représente donc le problème essentiel en matière de topologie. 
Sur une variété compacte à courbure strictement négative, selon un résultat de John Milnor, le groupe fondamental est finiment engendré mais à croissance exponentielle.